# Географія Мексики
Мексика — північноамериканська країна, що розташована на південь від США, північний край регіону Латинської Америки . Загальна площа країни 1 964 375 км² (14-те місце у світі, 3-тє на континенті), з яких на суходіл припадає 1 943 945 км², а на поверхню внутрішніх вод — 20 430 км². Площа країни більш ніж у 3 рази більша за площу України. 

## Назва
Офіційна назва — Сполучені Штати Мексики, Мексика (ісп. Estados Unidos Mexicanos, Mexico). Назва країни походить від назви столиці країни, міста Мехіко (англ. Mēxihco, Mejico), спотворене через латинську транслітерацію. Повна назва міста Мехіко-Теночтітлан складається з кореня «мехі» і суфіксу «-ко», мовою науатль означає місто або просто місце; «теночтітлан» — посеред кам'яних кактусів. Окрім того «мексіко» — самоназва одного з основних народів ацтекської імперії. Етимологія його невідома. Деякі вчені припускають, що назва з мови науатль перекладається як сонце. Інші стверджують, що воно виводиться від імені вождя Мексітлі. Інші виводять від назви бур'яну, який росте на озері Тескоко. Леон Портілла припустив, що назва може означати пуп місяця, мовою науатль «мецтлі» — місяць, «ксіктлі» — пуп. До 1821 року іспанська колонія Нова Іспанія. Назва Мексика була вперше використана в Конституції 1824 року і збережена в конституціях 1857 і 1917 років.

## Географічне положення
Мексика — північноамериканська країна, що межує з трьома іншими країнами: на півночі — зі США (спільний кордон — 3155 км), на південному сході — з Белізом (276 км) і Гватемалою (958 км). Загальна довжина державного кордону — 4389 км. Мексика омивається на заході Тихим океаном, на південному сході Карибським морем та на сході Мексиканською затокою Атлантичного океану. Загальна довжина морського узбережжя 9330 км.

Карта Мексики від ООН (англ.)Карта Мексики від ООН (англ.)
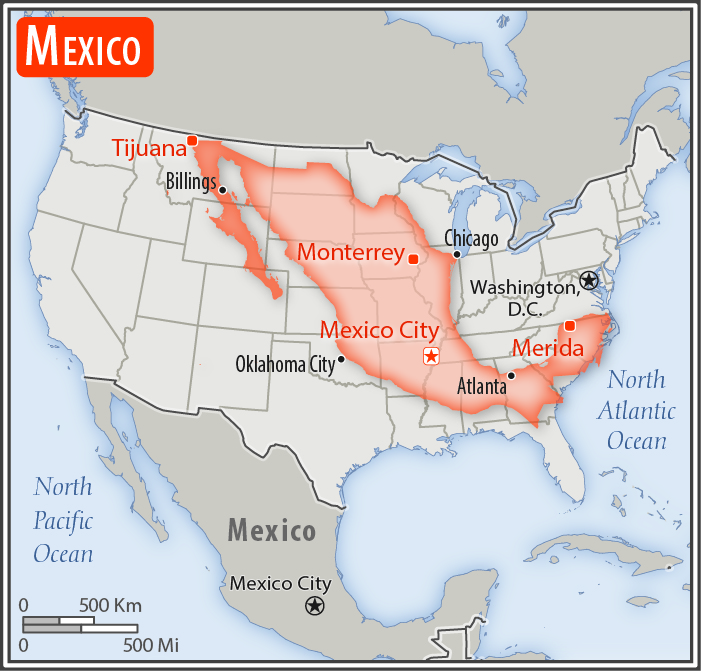
Порівняння розмірів території Мексики та США
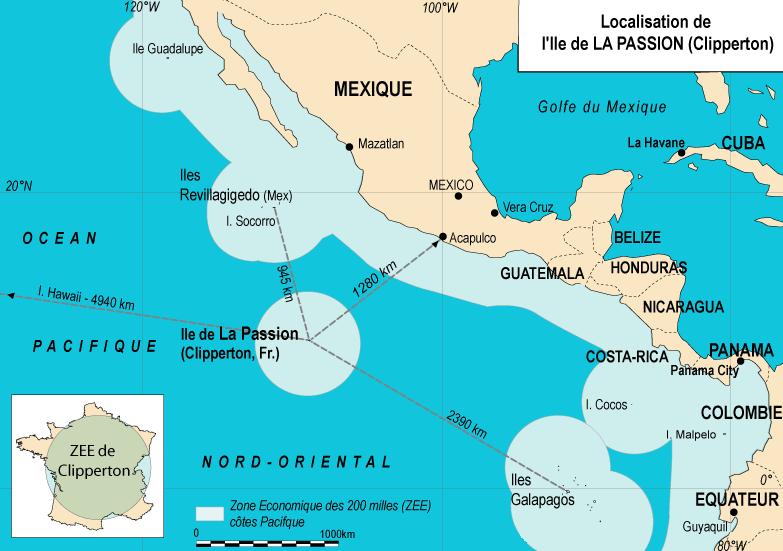
Морські кордони Мексики в Тихому океані

Згідно з Конвенцією Організації Об'єднаних Націй з морського права (UNCLOS) 1982 року, протяжність територіальних вод країни встановлено в 12 морських миль (22,2 км). Прилегла зона, що примикає до територіальних вод, в якій держава може здійснювати контроль необхідний для запобігання порушень митних, фіскальних, імміграційних або санітарних законів простягається на 24 морські милі (44,4 км) від узбережжя (стаття 33). Виключна економічна зона встановлена на відстань 200 морських миль (370,4 км) від узбережжя. Континентальний шельф — 200 морських миль (370,4 км) від узбережжя, або до континентальної брівки (стаття 76).

### Час

Годинні пояси Мексики

Час у Мексиці: країна лежить у чотирьох годинних поясах: UTC-8 (північна частина півострова Каліфорнія); UTC-7; столиця країни, місто Мехіко — UTC-6 (-8 годин різниці часу з Києвом); UTC-5 (східна частина півострова Юкатан). Літній час використовується лише у штаті Баха-Каліфорнія та 22 муніципалітетах вздовж північно-східного кордону.

## Геологія
У тектонічному відношенні територія Мексики лежить на південному краї Північноамериканської плити, під яку з півдня і заходу занурюються літосферні плити Кокос і Тихоокеанська, відповідно. На південному сході Карибська плита.

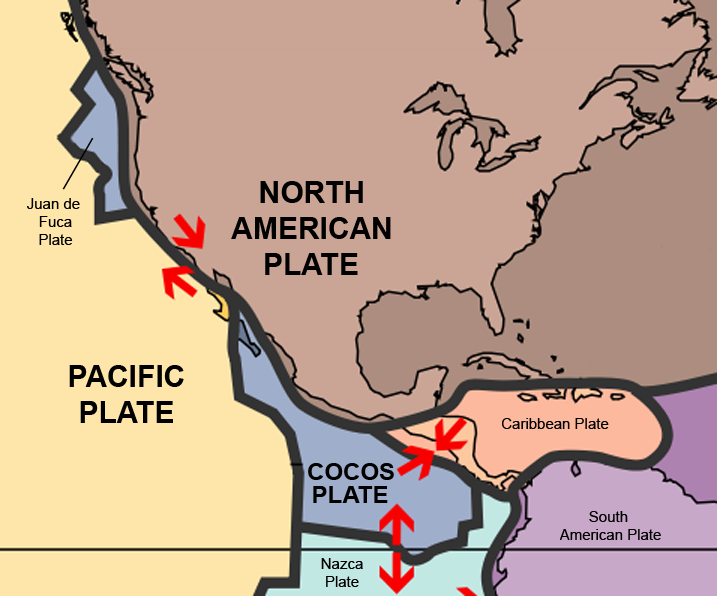
Тектонічна карта Мексики
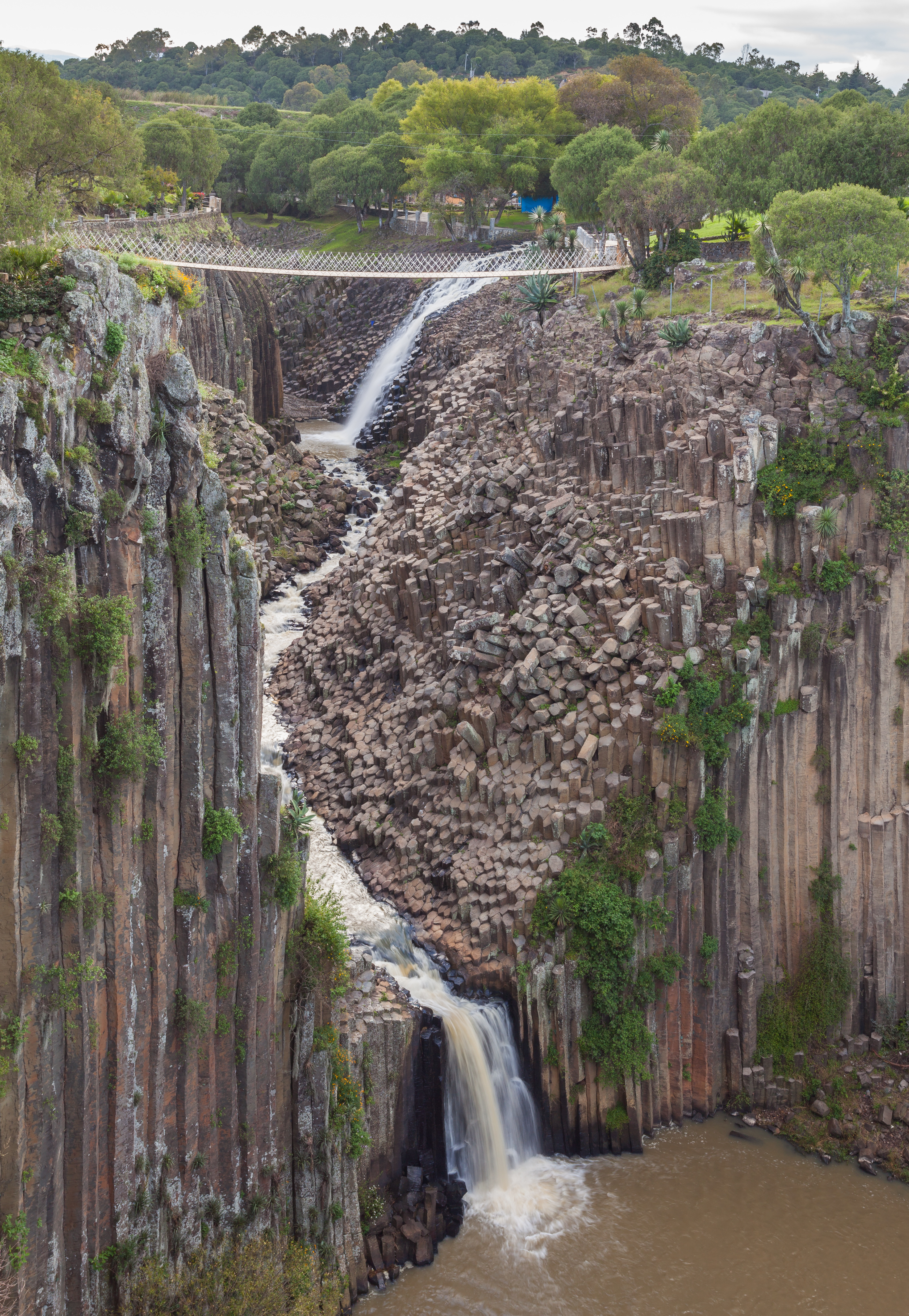
Базальтова формація в Уаско-де-Окампо
Карта землетрусів, 1990-2017 роки

### Корисні копалини
Надра Мексики багаті на ряд корисних копалин: нафту, срібло, мідь, золото, свинець, цинк, природний газ.

### Вулканізм
Вулкан Коліма був включений у 1990-х роках до «Десятиліття вулканів», міжнародної дослідницької програми впливу вулканічної діяльності на людство Міжнародної асоціації вулканології і хімії надр Землі (IAVCEI), як частини програми ООН зі зменшення небезпеки від стихійних лих.

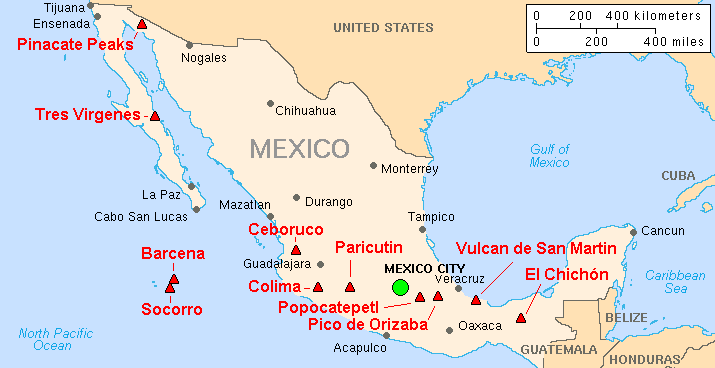
Карта основних вулканів
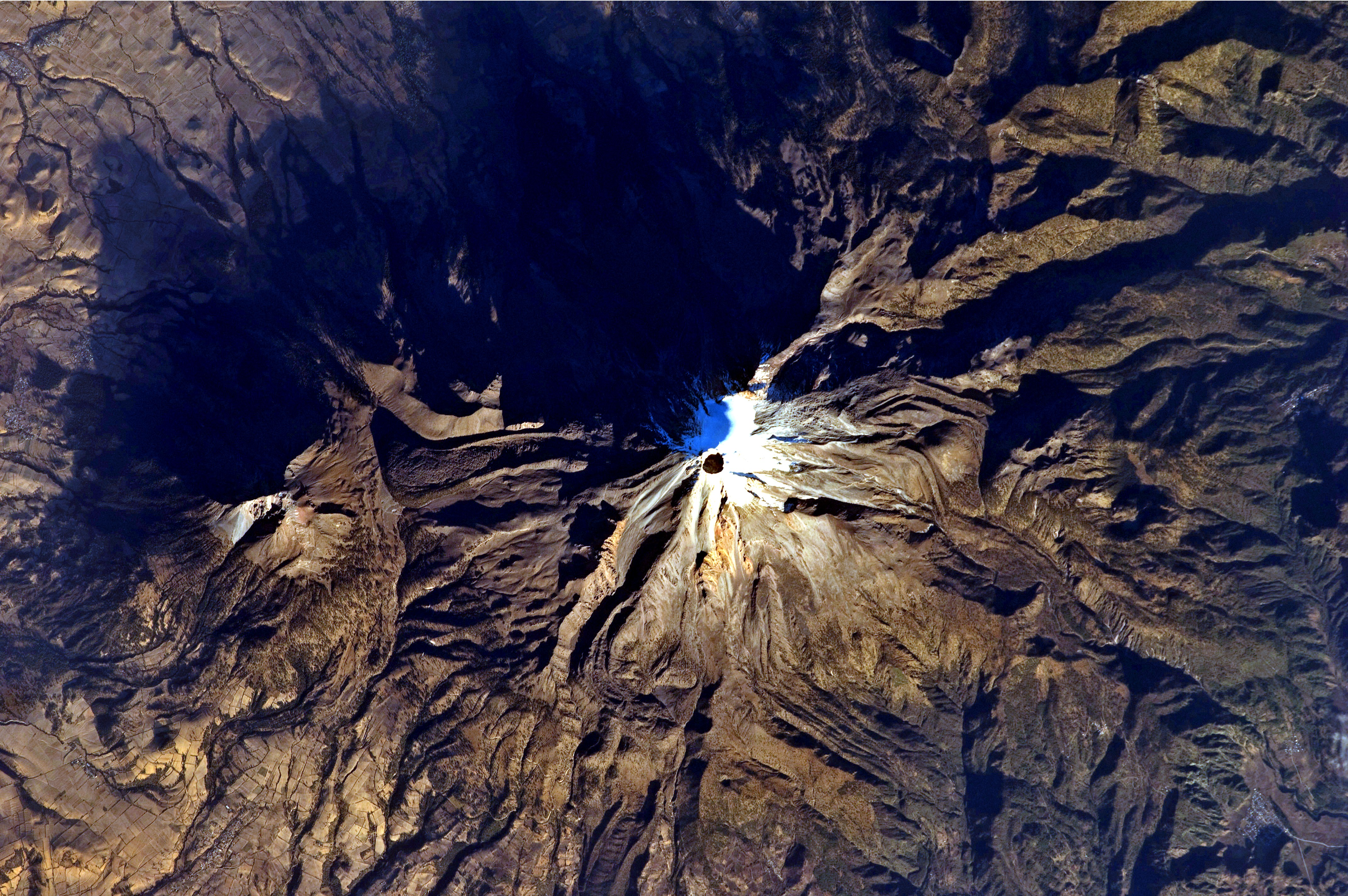
Вулкан Орисаба з космосу
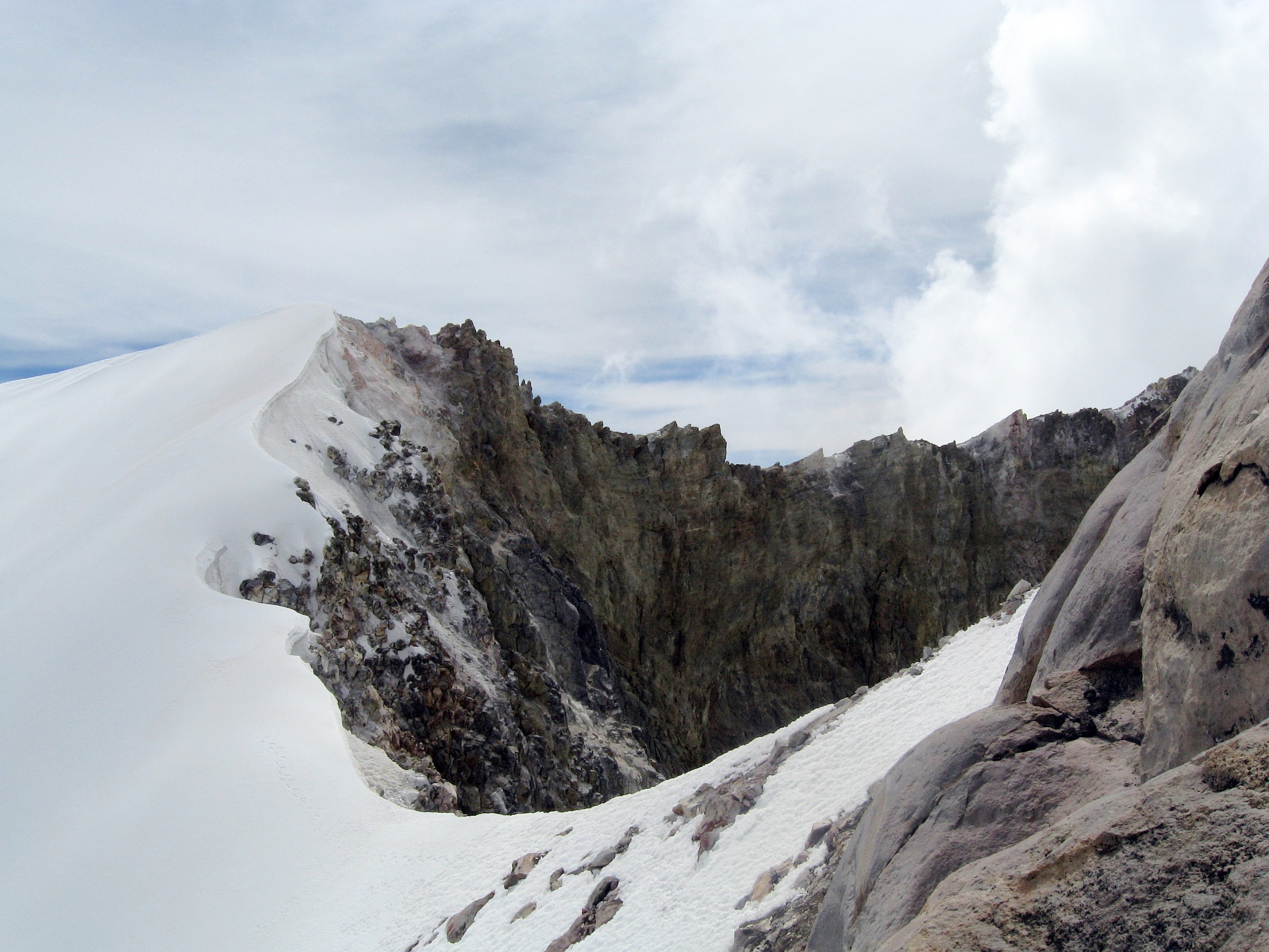
Кратер Орисаби

## Рельєф
Середні висоти — 1111 м; найнижча точка — уріз вод озера Лагуна-Салада (-10 м); найвища точка — вулкан Орисаба (5675 м). Більша частина Мексики — Мексиканське нагір'я з хребтами Східна Сьєрра-Мадре (4054 м), Західна Сьєрра-Мадре (3150 м) і Поперечна Вулканічна Сьєрра (діючі вулкани — Орісаба (5700 м), Попокатепетль (5452 м) та інші). На північному заході розташований гористий півострів Каліфорнія, на півдні — гірські області Чіапас і Південна Сьєрра-Мадре, на північному сході — низовинний півострів Юкатан.
Мексиканське нагір'я переходить на півночі у високі рівнини і плато Техасу і Нью-Мексико; зі сходу, заходу і півдня воно оточене глибоко розчленованими гірськими хребтами. Центральна частина цього нагір'я складається з великих западин — больсонів — з пологими схилами; блокові хребти, що їх розділяють, часто увінчані вулканами. Поверхня плоскогір'я поступово підвищується на південь і утворює клин приблизно на 19° пн. ш. у вулканічній зоні, де в широтному напрямі протягається хребет Поперечна Вулканічна Сьєрра. Північна частина плоскогір'я, Північна Меса, утворена больсонами, западинами з солончаками або солоними озерами в центрі; найбільші з них — Больсон-де-Мапімі, днище якого знаходиться на висоті 900 м над рівнем моря, і Больсон-де-Майран (1100 м). Над загальним рівнем плато різко підіймаються на висоту до 900 м блокові гори. Далі на південь поверхня нагір'я підвищується; численні міжгірські западини розташовані тут на відмітках 1800 2400 м над рівнем моря і розділені посушливим плато, над яким на декілька сотень метрів підіймаються блокові хребти.

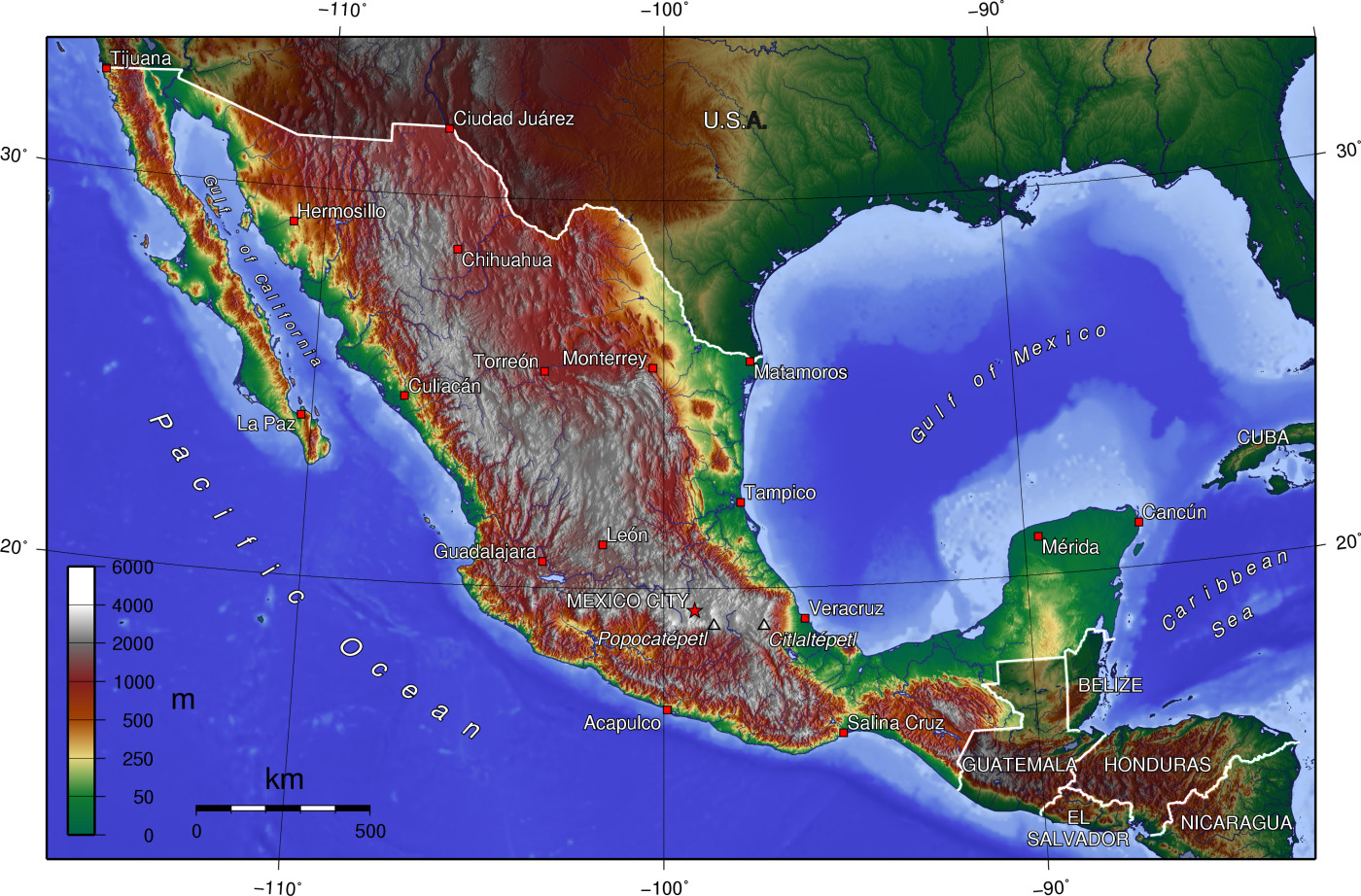
Гіпсометрична карта Мексики
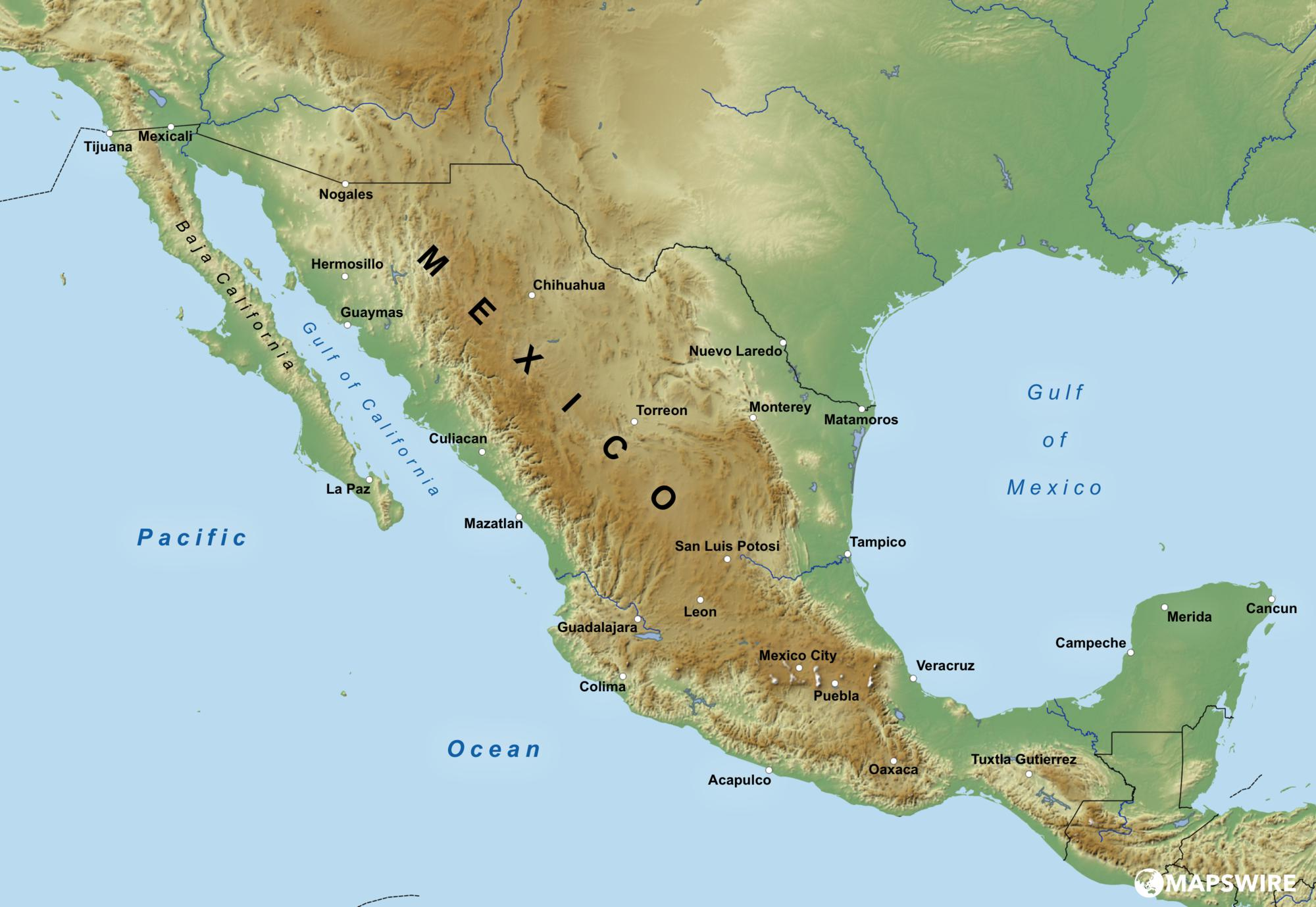
Рельєф Мексики
Рельєф Мексики
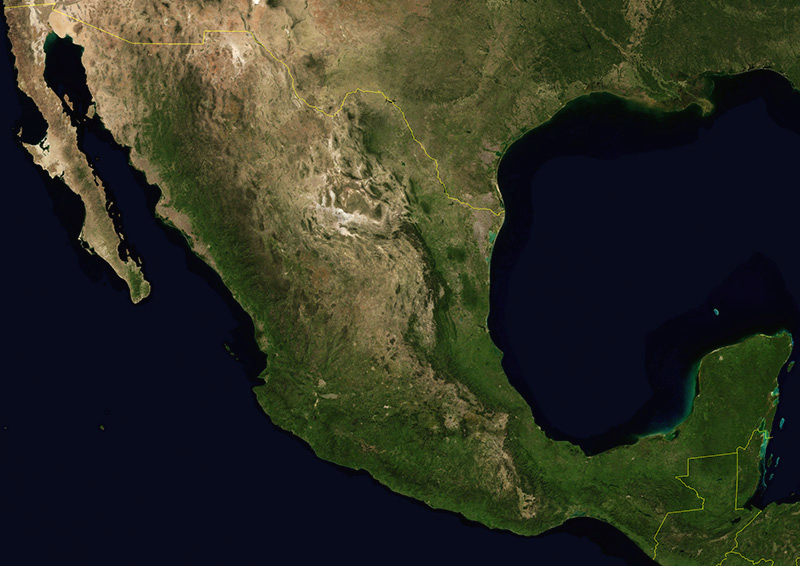
Супутниковий знімок поверхні країни

На крайньому півдні нагір'я знаходиться так званий Центральний район, що є осереддям політичного і економічного життя країни, де розташована столиця і зосереджена велика частина населення. У рельєфі цього району виразно виражені улоговини, днища яких знаходяться на рівні 1500—2600 м; всі вони, за винятком долини Мехіко, де знаходиться столиця, дренуються річками, що належать до басейнів Тихого і Атлантичного океанів. Улоговини розділені горбистими грядами м'яких контурів, прорізаними глибокими і вузькими долинами річок. Над поверхнею плато різко підіймається Поперечна Вулканічна Сьєрра, утворена конусами вулканів, що майже злилися. Тут знаходяться найвищі піки: Орісаба (Сітлальтепетль), 5610 м; Попокатепетль, 5452 м; Істаксіватль, 5286 м; Невадо-де-Толука, 4392 м; Малінче, 4461 м, і Невадо-де-Коліма, 4265 м. У Долині Мехіко завдовжки 80 км і шириною бл. 50 км колись знаходилося п'ять мілководних озер із заболоченими берегами; найбільшим з них було озеро Тескоко, в центрі якого, на острові, розташовувалася столиця ацтеків Теночтітлан. Згодом озеро було осушене і на його місці знаходиться сучасна столиця, місто Мехіко. Інші западини — Агуаскальєнтес і Пуебла також дренуються річками басейну Тихого океану.
Західний кордон нагір'я утворює гірська система Західна Сьєрра-Мадре, що сягає 160 км завширшки і місцями підіймається вище 3000 м. Це один з найбільш могутніх гірських бар'єрів Західної півкулі. Тільки 1961 року була побудована залізнична лінія від Чіуауа до узбережжя — перша залізниця, прокладена через гори Західна Сьєрра-Мадре; в тому ж році була завершена автомобільна дорога з твердим покриттям, що з'єднала Дуранго і порт Масатлан. Гірська система на сході нагір'я, Східна Сьєрра-Мадре, відносно легше прохідна. Самі зручні шляхи через неї проходять через Монтеррей на півночі і через Веракрус на південному сході. Панамериканське шосе, що починається від міста Нуево-Ларедо на кордоні США і Мексики, слідує вздовж східного підніжжя гір приблизно до широти міста Тампіко і потім різко підіймається в гори і перетинає центральний гірський хребет. На півдні зона глибоко розчленованого гірського рельєфу набагато ширше, ніж на заході і на сході нагір'я. Поперечна Вулканічна Сьєрра крутим уступом обривається до тектонічної западини річки Бальсас, що глибоко вдається в гірську область. Південніше долини Бальсас знаходиться область розчленованого плато Герреро і Оахака, відома під загальною назвою Південної Сьєрра-Мадре; ерозійна діяльність водостоків створила тут складну мережу глибоких долин і крутих гребенів, майже не залишивши рівних ділянок. Ця південна гірська область, яка, як прийнято вважати, утворює південне закінчення геологічних структур Північної Америки, закінчується крутими уступами, зверненими до Тихого океану і до низовинного перешийка Теуантепек.

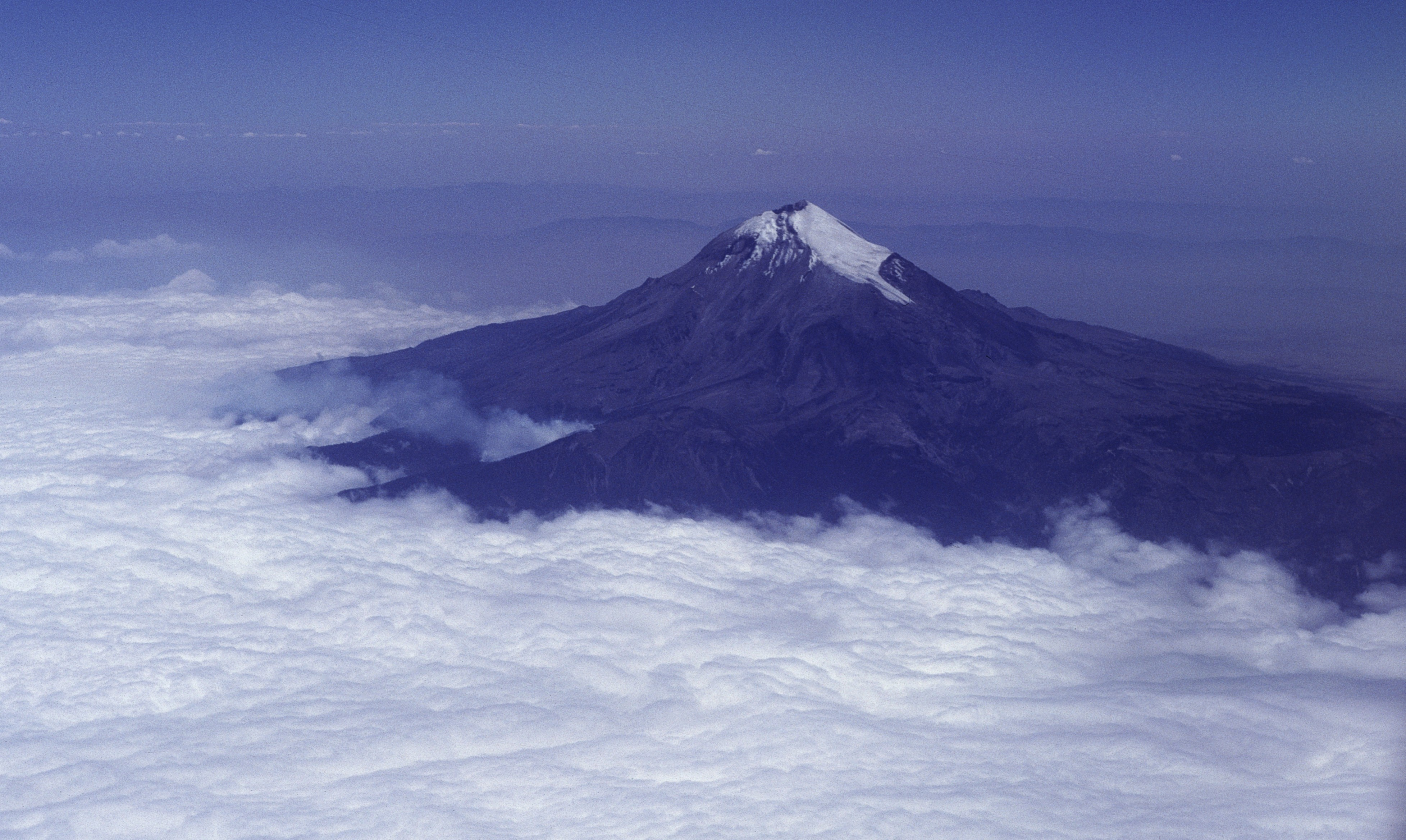
Вулкан Орисаба
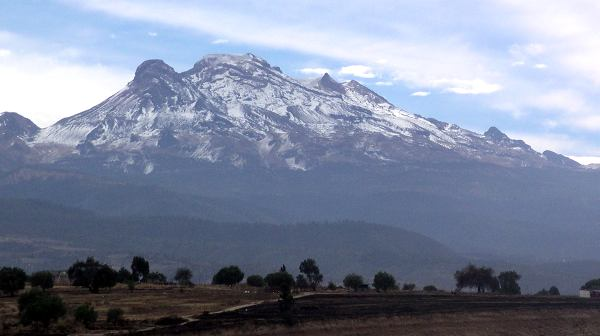
Гора Істаксіватль

Три основні фізико-географічні області за межами описаної гірської області:
- Більша частина території в північній частині Тихоокеанського узбережжя відділена від іншої частини країни важкодоступними горами Східної Сьєрра-Мадре і являє собою пустелю. Основні елементи поверхні — пустеля Сонора, розташована на північному продовженні Каліфорнійської затоки (море Кортеса) і місцями опущена нижче рівня моря, блокові гори півострова Каліфорнія (Баха-Каліфорнія), які продовжуються в США.
- Примексиканська низовина Мексиканської затоки ширша усього на півночі, де вона змикається з прибережними рівнинами Техасу. Далі на південь від Тампіко, до північної околиці перешийка Теуантепек, вона являє собою вузьку заболочену прибережну смугу, а ще далі розширяється і зливається з низовинною вапняковою рівниною півострова Юкатан. На перешийку Теуантепек відстань між Мексиканською затокою і Тихим океаном становить всього 210 км, а найбільша висота — 240 м.
- Гірська область Чіапас в структурному відношенні належить вже до Центральної Америки. У цій області всі основні форми рельєфу видовжені паралельно берегу Тихого океану: вузька прибережна низовина; крутий хребет, що підіймається над нею Сьєрра-Мадре-де-Чіапас заввишки до 2400 м; рифтова долина Чіапас, дно якої знаходиться на 450—900 м над рівнем моря, дренується притоками річки Гріхальва; нарешті, є ряд блокових глибоко розчленованих гірських хребтів висотою місцями понад 3000 м.

## Клімат
Територія Мексики лежить у тропічному кліматичному поясі, північні центральні регіони — у субтропічному високогірному. Увесь рік панують тропічні повітряні маси. Зі сходу та заходу на територію Мексики проникають вологі тропічні повітряні маси, що рясно зрошують навітряні схили гір. Сезонний хід температури повітря чітко відстежується. Середня температура січня коливається від 10 °C на північному заході до 25 °C на півдні. У зв'язку з проникненням холодного повітря на півночі Мексиканського нагір'я трапляються морози до -20 °C. Середня температура липня від 15 °C у піднесених рівнинних частинах нагір'я до 30 °C на березі Каліфорнійської затоки. Переважають східні пасатні вітри, достатнє зволоження (на підвітряних схилах відчувається значний дефіцит вологи). Річна кількість опадів коливається від 100—200 мм на півночі і на надвітряних схилах гір півдня до 2000-3000 мм на південних схилах. У теплий сезон з морів та океанів часто надходять тропічні циклони. На заході, півострів Каліфорнія, чітко простежуються пасатні вітри з високою відносною вологістю (часті тумани), проте опадів випадає мало, або й зовсім відсутні. На півночі у горах взимку переважають помірні з похмурою досить вітряною погодою. Значні сезонні амплітуди температури повітря і розподілу атмосферних опадів, можливе випадінняснігу.

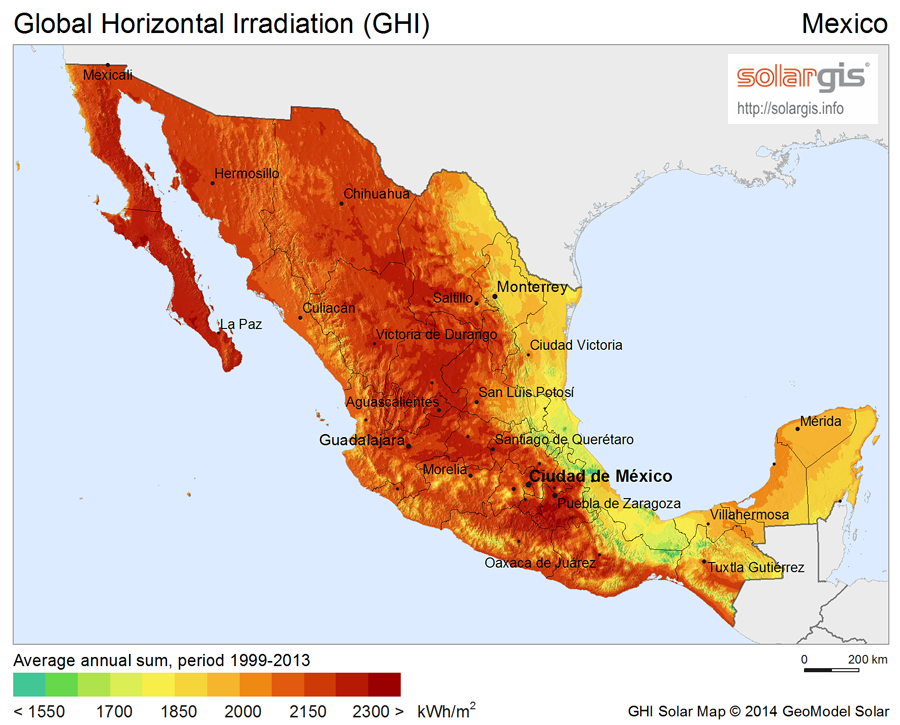
Сонячна радіація (англ.)
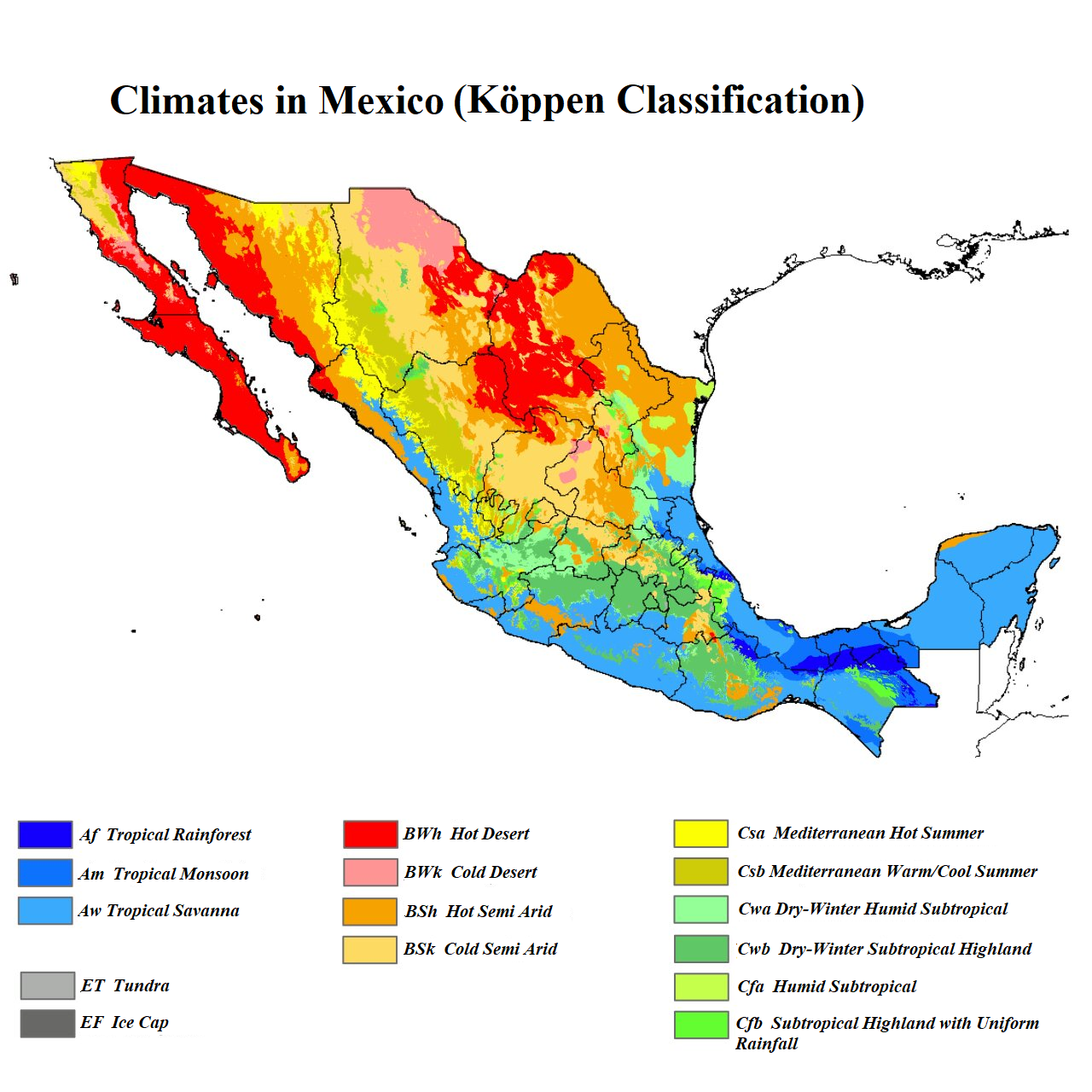
Кліматична карта Мексики (за Кеппеном)
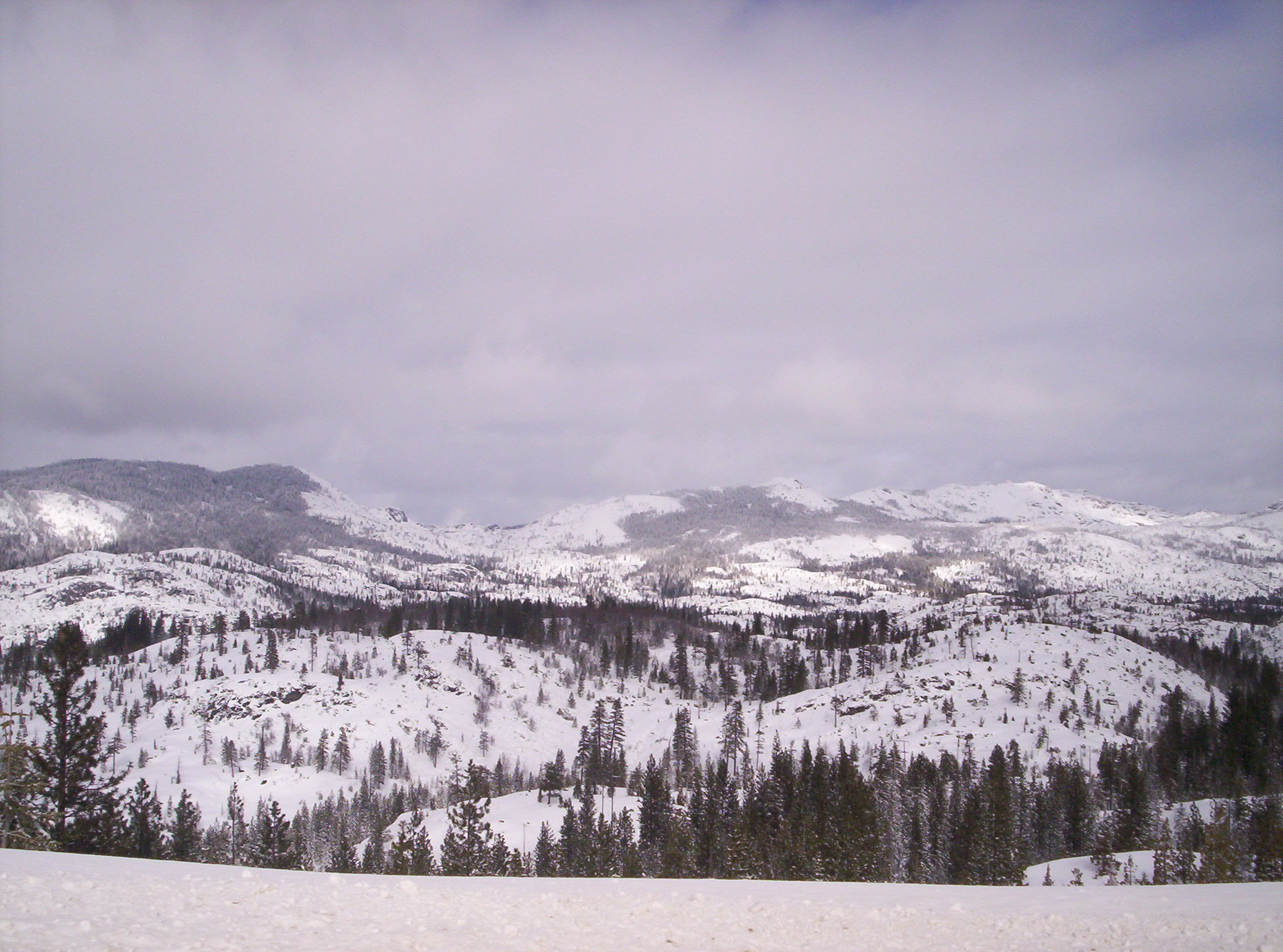
Сніг у штаті Чіуауа
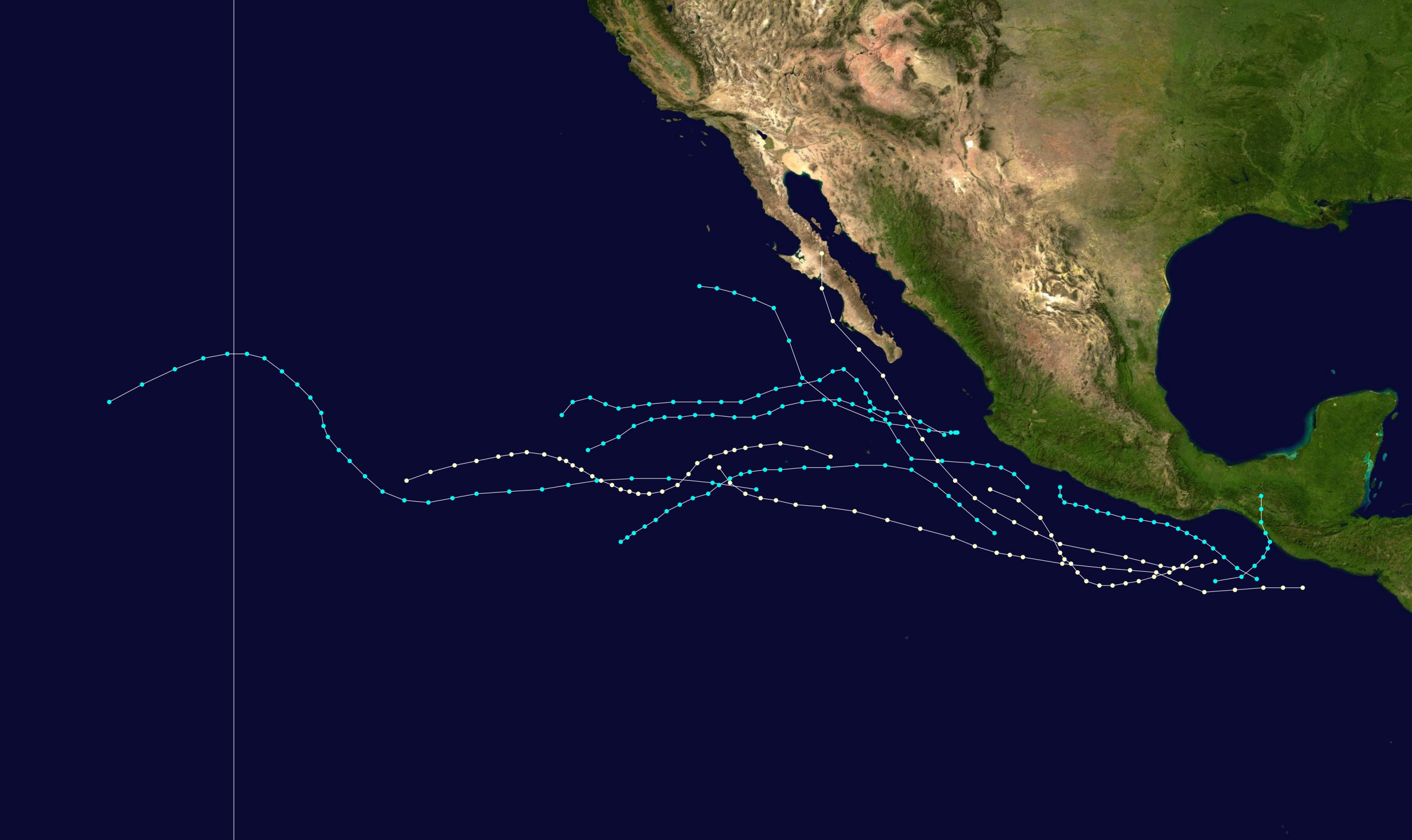
Шляхи тихоокеанських ураганів 1954 року

Мексика є членом Всесвітньої метеорологічної організації (WMO), в країні ведуться систематичні спостереження за погодою.

## Внутрішні води
Загальні запаси відновлюваних водних ресурсів (ґрунтові і поверхневі прісні води) становлять 457,2 км³. Станом на 2012 рік в країні налічувалось 65 тис. км² зрошуваних земель.

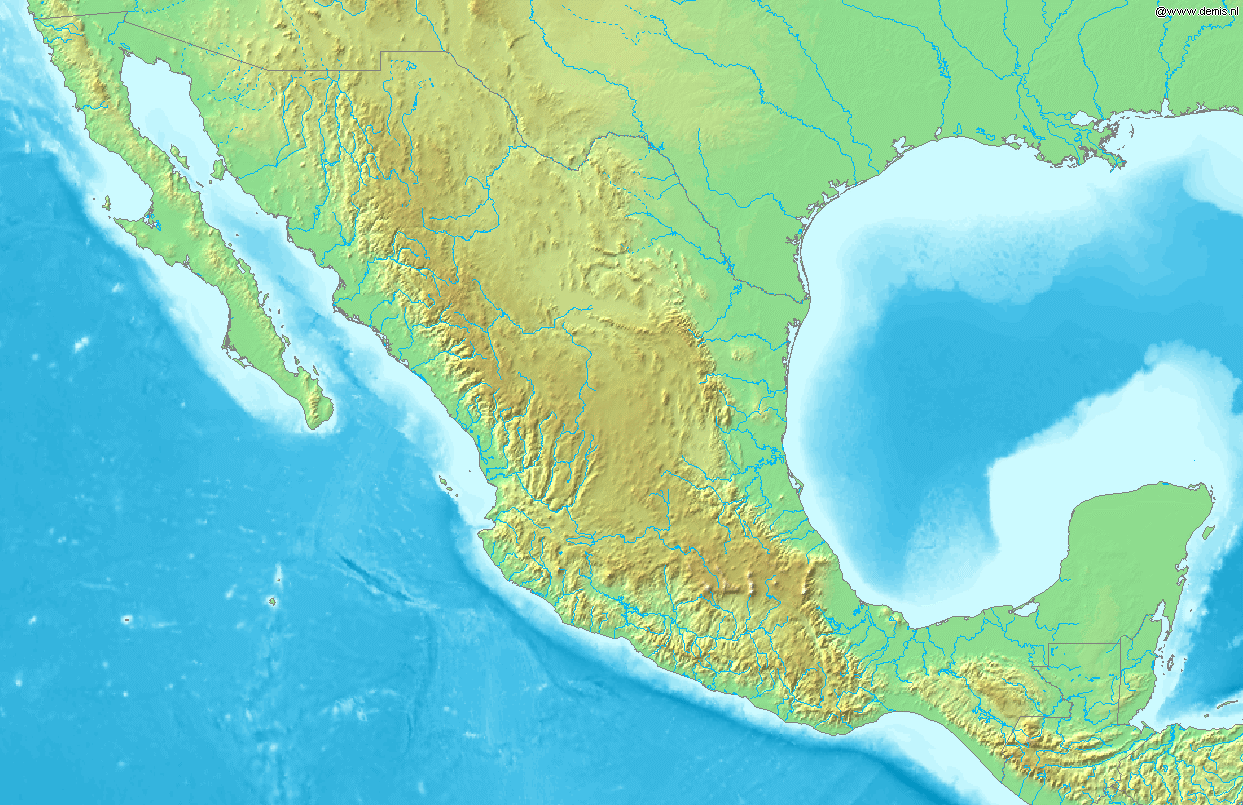
Гідрографічна мережа Мексики
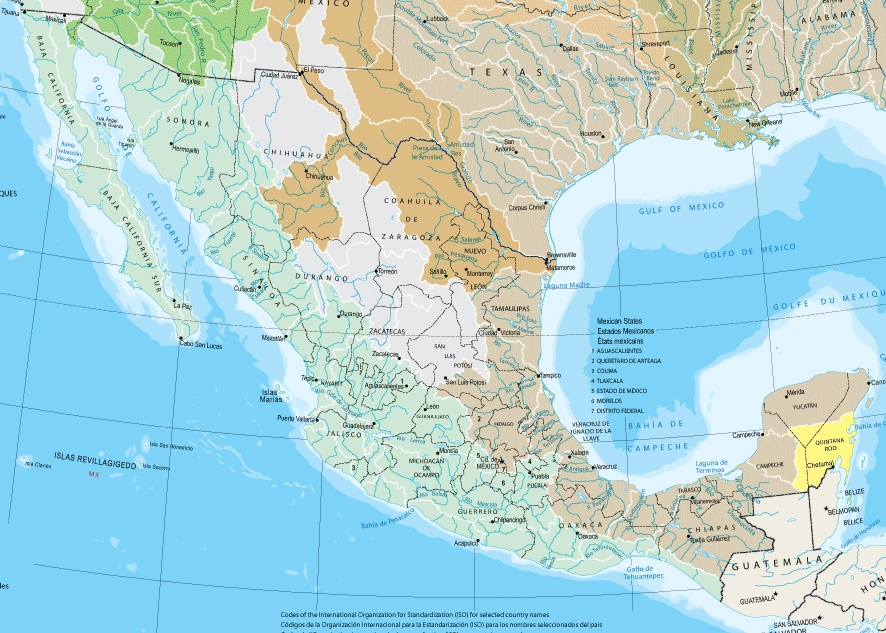
Річкові басейни Мексики
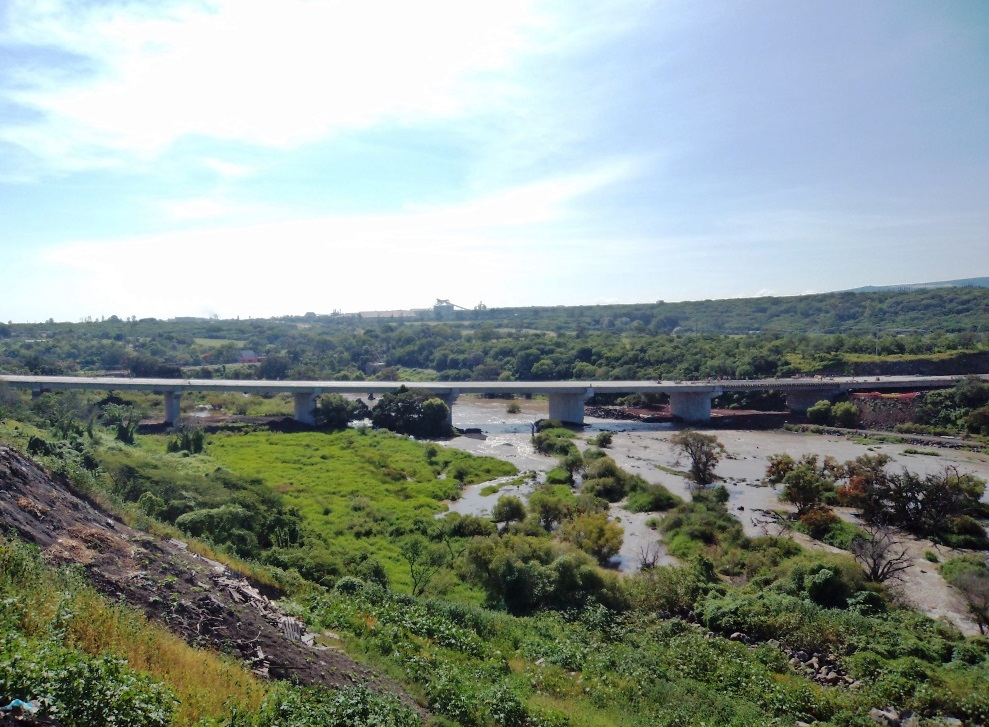
Річка Лерма
Каньйон Сумідейро на річці Грихальва
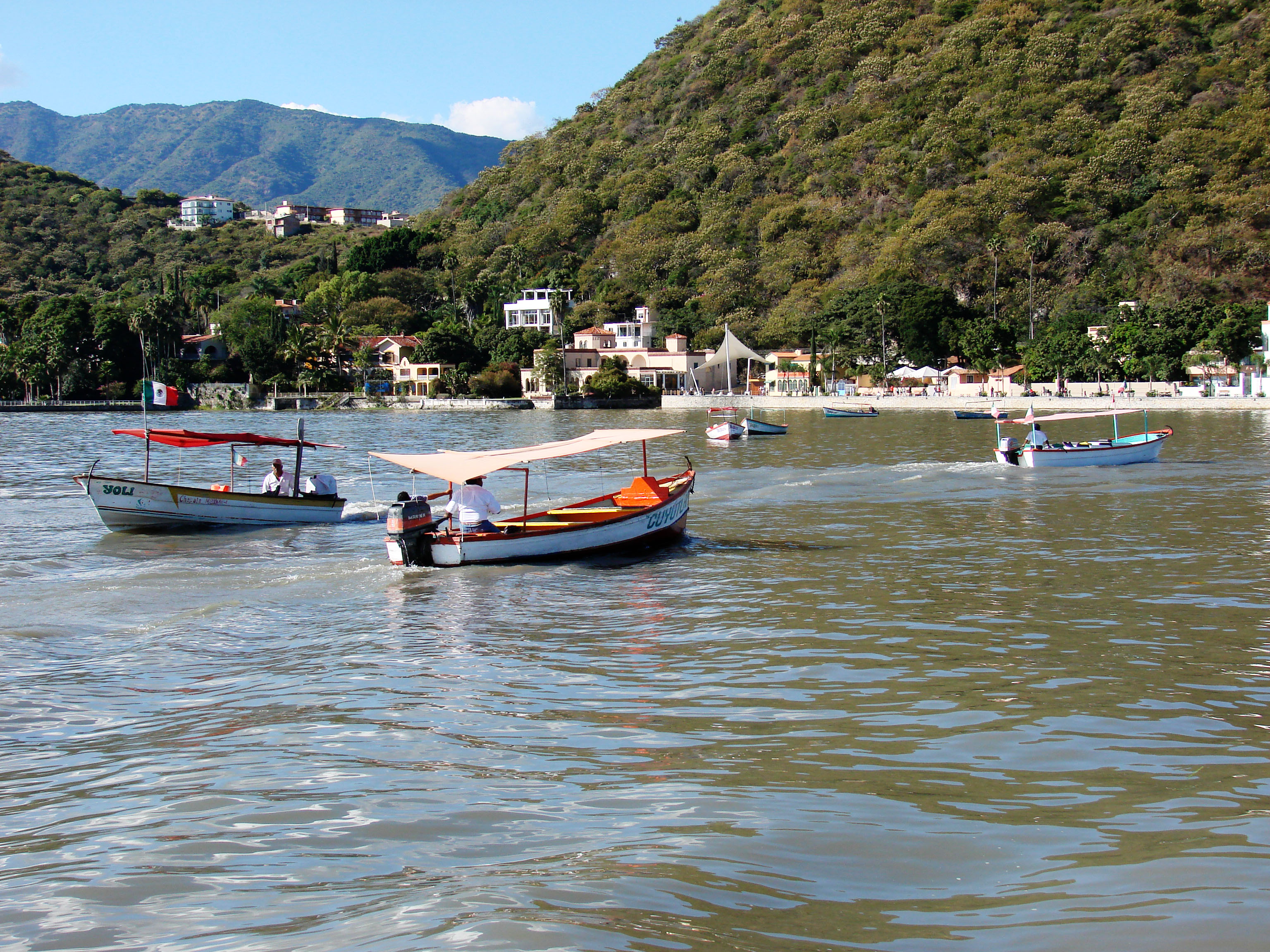
На озері Чапала

### Річки
Річки країни належать басейнам Тихого (захід) і Атлантичного (схід) океанів. У центральній частині безстічні області. Річкова мережа на південному сході густа, на північному заході дуже рідка. У деяких внутрішніх частинах посушливого Мексиканського нагір'я, а також на складеному вапняками півострові Юкатан поверхневий стік відсутній. На південному сході річки короткі, швидкоплинні, значно насичені водою, особливо влітку, і мають великі запаси енергії. Річки північного заходу більш довгі, але маловодні, більшість з них внаслідок сухості клімату втрачають кількість води у нижній течії і використовується для зрошення. Їхній режим залежить від нерегулярного випадання опадів.
Найбільші річки: прикордонна зі США Ріо-Гранде (Ріо-Браво-дель-Норте) з притоками Кончос і Лерма, Бальсас, річкова система Гріхальва — Усумасінта. Найбільша річка Центрального району — річка Лерма — протікає через западини Толука, Гуанахуато і Халіско і впадає в озеро Чапала.

### Озера
Найбільше озеро — Чапала.

## Рослинність
Земельні ресурси Мексики (оцінка 2011 року):
- придатні для сільськогосподарського обробітку землі — 54,9 %,
  - орні землі — 11,8 %,
  - багаторічні насадження — 1,4 %,
  - землі, що постійно використовуються під пасовища — 41,7 %;
- землі, зайняті лісами і чагарниками — 33,3 %;
- інше — 11,8 %[1].

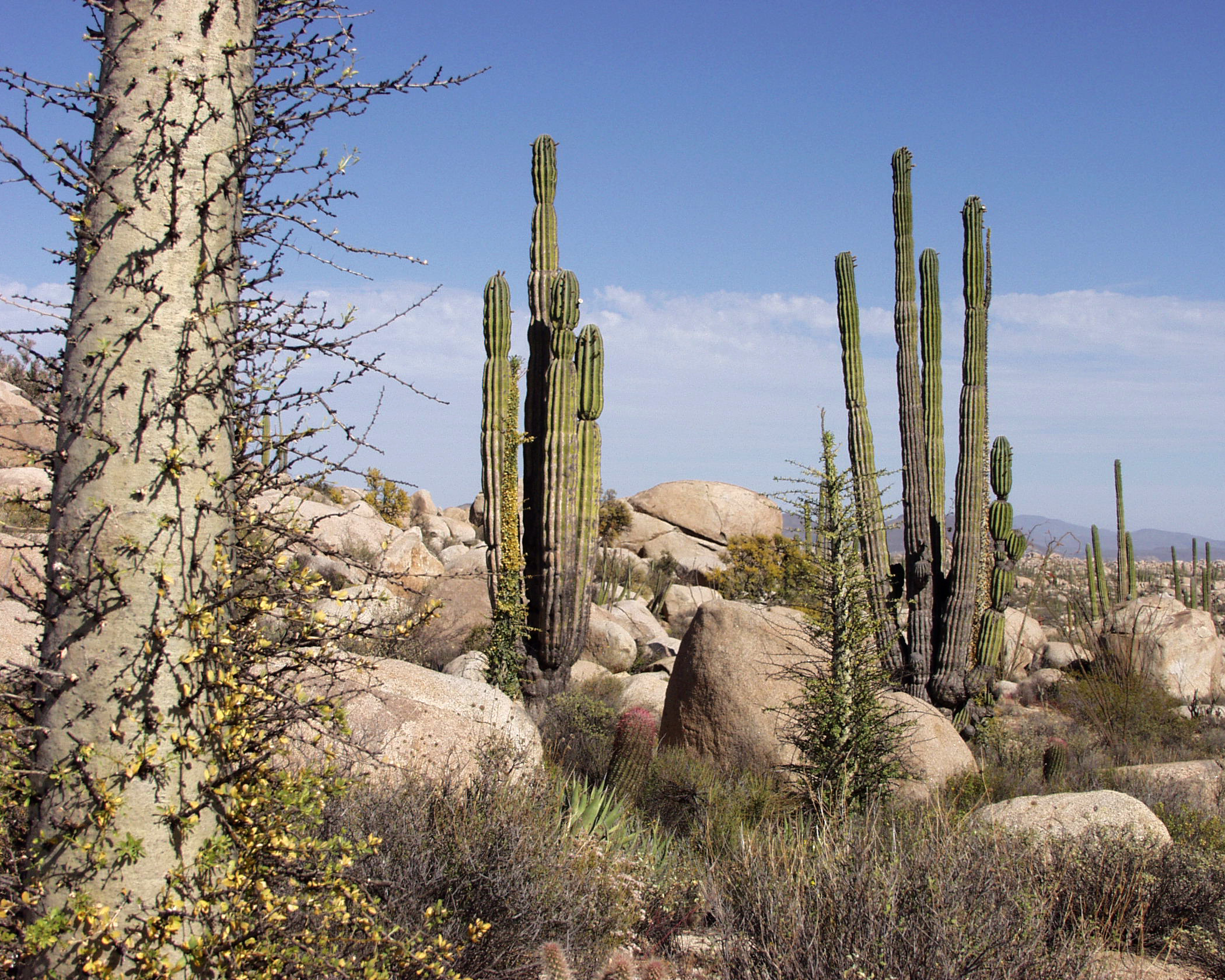
Північна частина півострова Каліфорнія
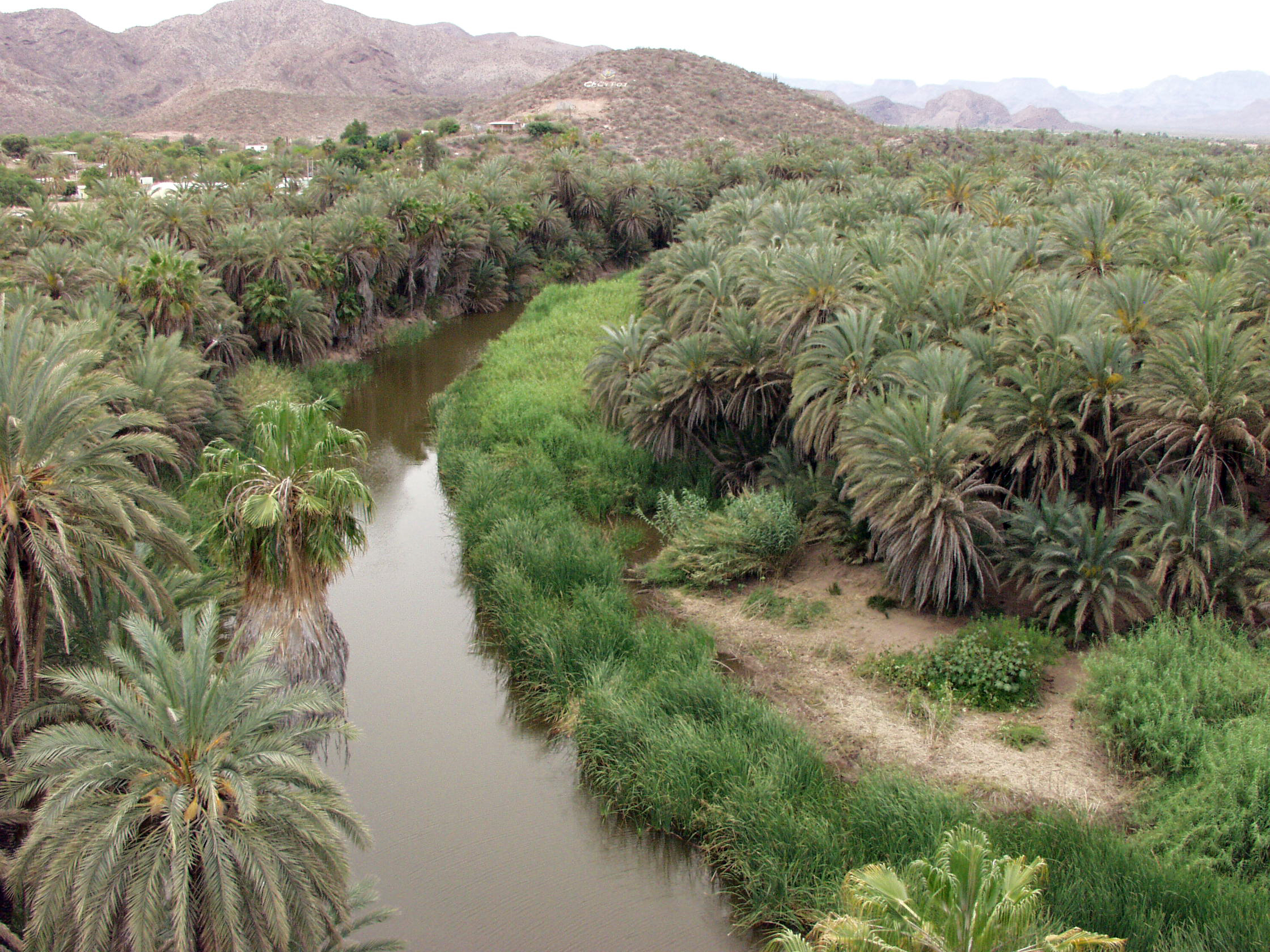
Південна частина півострова Каліфорнія
Вологі тропічні ліси у штаті Чіапас
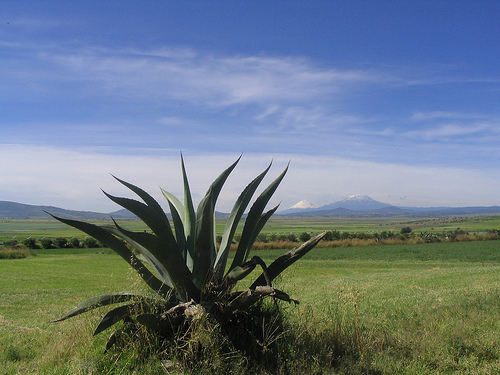
Льяноси центральної частини країни у штаті Ідальго
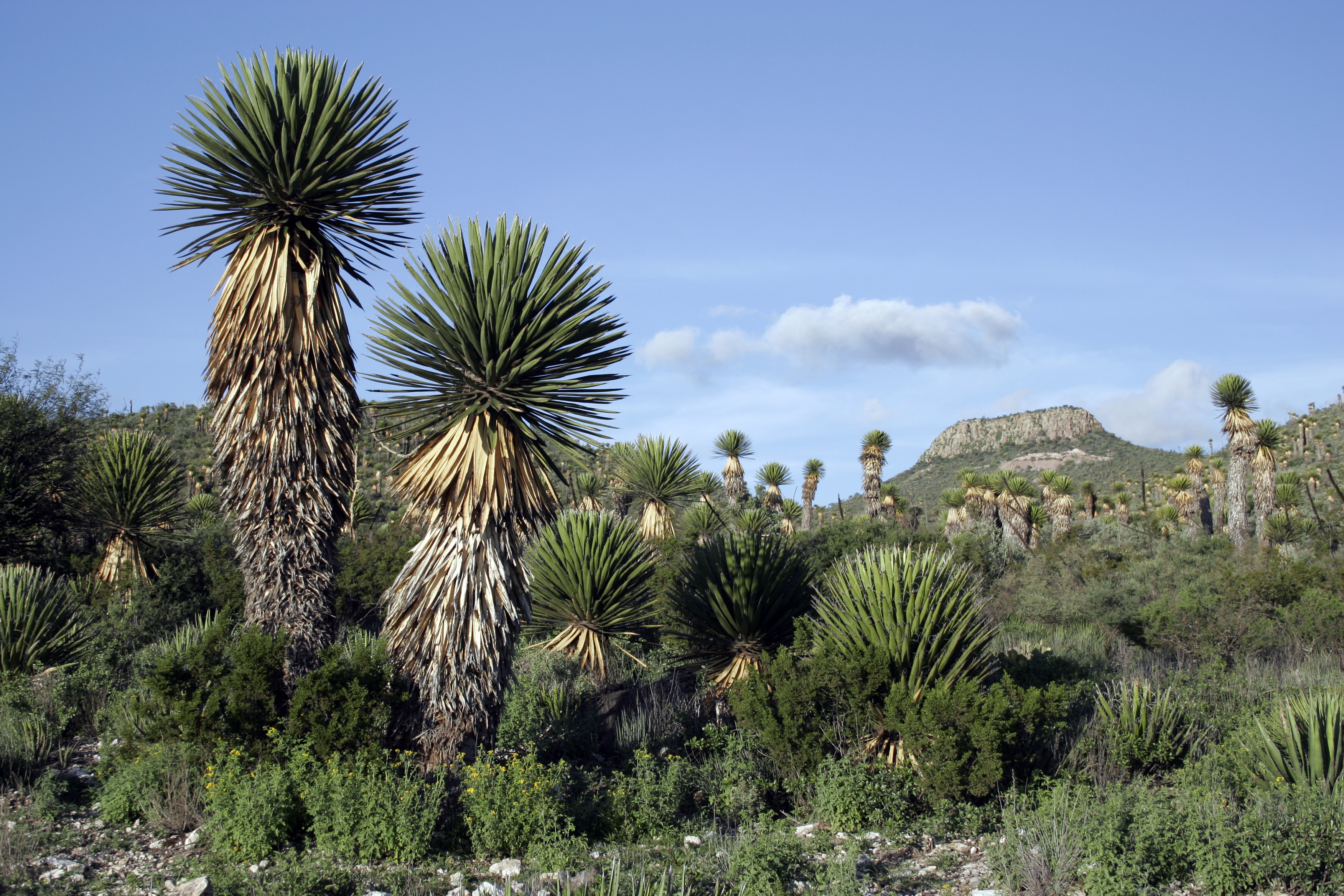
Східна Сьєрра-Мадре
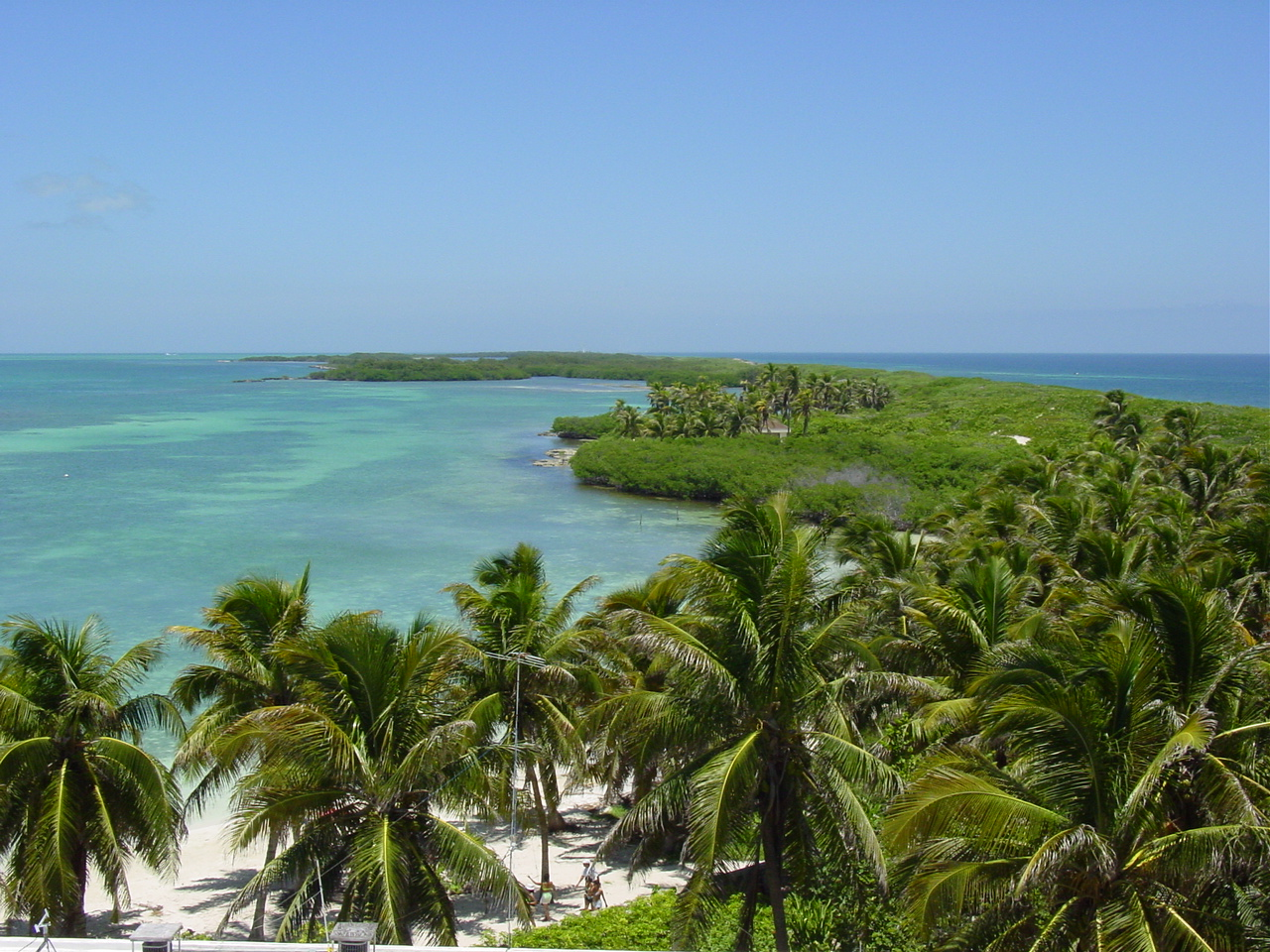
Східний Юкатан

## Тваринний світ
Зоогеографічно південь території країни і узбережжя Мексиканської затоки належить до Центральноамериканської провінції Гвіано-Бразильської підобласті Неотропічної області, північ — Сонорської провінції Західноамериканської підобласті Голарктичної області.

## Охорона природи
Мексика є учасником ряду міжнародних угод з охорони навколишнього середовища:
- Конвенції про біологічне різноманіття (CBD),
- Рамкової конвенції ООН про зміну клімату (UNFCCC),
- Кіотського протоколу до Рамкової конвенції,
- Конвенції ООН про боротьбу з опустелюванням (UNCCD),
- Конвенції про міжнародну торгівлю видами дикої фауни і флори, що перебувають під загрозою зникнення (CITES),
- Базельської конвенції протидії транскордонному переміщенню небезпечних відходів,
- Конвенції з міжнародного морського права,
- Лондонської конвенції про запобігання забрудненню моря скиданням відходів,
- Конвенції з охорони морських живих ресурсів,
- Монреальського протоколу з охорони озонового шару,
- Міжнародної конвенції запобігання забрудненню з суден (MARPOL),
- Рамсарської конвенції із захисту водно-болотних угідь[12],
- Міжнародної конвенції з регулювання китобійного промислу[1].

## Стихійні лиха та екологічні проблеми
На території країни спостерігаються небезпечні природні явища і стихійні лиха:
- цунамі на тихоокеанському узбережжі; руйнівні землетруси у центрі й на півдні;
- активний вулканізм в центральній частині, найбільш активний вулкан Коліма (3850 м), востаннє вивергався 2010 року, вулкан Попокатепетль (5420 м) несе потенційну загрозу столиці країни, місту Мехіко, вулкани півострова Каліфорнія сплячі;
- урагани на узбережжі Тихого океану, Мексиканської затоки й Карибського моря[1].

Серед екологічних проблем варто відзначити:
- брак менеджменту утилізації токсичних відходів;
- урбанізація;
- забруднення вод на півночі;
- дефіцит питної води в центрі та на південному сході;
- забруднення повітря і вод в столичній агломерації та у великих містах вздовж американо-мексиканського кордону;
- знеліснення;
- широко поширену ерозію ґрунтів;
- спустелювання;
- погіршення якості сільськогосподарських земель;
- просідання ґрунту в долині Мехіко через неконтрольований відбір води;
- якість питної води;
- знеліснення. Останні дві проблеми урядом Мексики визначені такими, що мають найважливіше значення для національної безпеки.

## Фізико-географічне районування
У фізико-географічному відношенні територію Мексики можна розділити на _ райони, що відрізняються один від одного рельєфом, кліматом, рослинним покривом: .

### Українською
- Атлас світу / голов. ред. І. С. Руденко ; зав. ред. В. В. Радченко ; відп. ред. О. В. Вакуленко. — К. : ДНВП «Картографія», 2005. — 336 с. — ISBN 9666315467.
- Атлас. 7 клас. Географія материків і океанів / Укладачі О. Я. Скуратович, Н. І. Чанцева. — К. : ДНВП «Картографія», 2014.
- Бєлозоров С. Т. Географія материків. — К. : Вища школа, 1971. — 371 с.
- Барановська О. В. Фізична географія материків і океанів : навч. посіб. для студентів ВНЗ : [у 2 ч.]. — Н. : Ніжинський державний університет ім. Миколи Гоголя, 2013. — 306 с. — ISBN 978-617-527-106-3.
- Мексика // Гірничий енциклопедичний словник : [у 3-х тт.] / за ред. В. С. Білецького. — Д. : Східний видавничий дім, 2004. — Т. 3. — 752 с. — ISBN 966-7804-78-X.
- Дубович І. А. Країнознавчий словник-довідник. — 5-те вид., перероб. і доп. — К. : Знання, 2008. — 839 с. — ISBN 978-966-346-330-8.
- Економічна і соціальна географія країн світу. Навчальний посібник / За ред. Кузика С. П. — Л. : Світ, 2002. — 672 с. — ISBN 966-603-178-7.
- Панасенко Б. Д. Фізична географія материків : навч. посіб. : в 2 ч. — В. : ЕкоБізнесЦентр, 1999. — 200 с.
- Юрківський В. М. Регіональна економічна і соціальна географія. Зарубіжні країни: Підручник. — 2-ге. — К. : Либідь, 2001. — 416 с. — ISBN 966-06-0092-5.

### Англійською
- (англ.) Graham Bateman. The Encyclopedia of World Geography. — Andromeda, 2002. — 288 с. — ISBN 1871869587.

### Російською
- (рос.) Мексика // Латинская Америка. Энциклопедический справочник [в 2-х тт.] / Главный редактор В. В. Вольский. — М. : Советская энциклопедия, 1982. — Т. 2. К-Я. — 656 с.
- (рос.) Авакян А. Б., Салтанкин В. П., Шарапов В. А. Водохранилища. — М. : Мысль, 1987. — 326 с. — (Природа мира)
- (рос.) Алисов Б. П., Берлин И. А., Михель В. М. Курс климатологии [в 3-х тт.] / под. ред. Е. С. Рубинштейна. — Л. : Гидрометиздат, 1954. — Т. 3. Климаты земного шара. — 320 с.
- (рос.) Апродов В. А. Вулканы. — М. : Мысль, 1982. — 368 с. — (Природа мира)
- (рос.) Апродов В. А. Зоны землетрясений. — М. : Мысль, 2010. — 462 с. — (Природа мира) — ISBN 978-5-244-01122-7.
- (рос.) Бабаев А. Г., Зонн И. С., Дроздов Н. Н., Фрейкин З. Г. Пустыни. — М.  : Мысль, 1986. — 320 с. — (Природа мира)
- (рос.) Букштынов А. Д., Грошев Б. И., Крылов Г. В. Леса. — М. : Мысль, 1981. — 316 с. — (Природа мира)
- (рос.) Власова Т. В. Физическая география материков. С прилегающими частями океанов. Евразия, Северная Америка. — 4-е, перераб. — М. : Просвещение, 1986. — 417 с.
- (рос.) Гвоздецкий Н. А. Карст. — М. : Мысль, 1981. — 214 с. — (Природа мира)
- (рос.) Гвоздецкий Н. А., Голубчиков Ю. Н. Горы. — М. : Мысль, 1987. — 400 с. — (Природа мира)
- (рос.) Долгушин Л. Д., Осипова Г. Б. Ледники. — М. : Мысль, 1989. — 448 с. — (Природа мира) — ISBN 5-244-00315-1.
- (рос.) Дорст Ж. Центральная и Южная Америка. — М. : Прогресс, 1977. — 318 с. — (Континенты, на которых мы живем)
- (рос.) Географический энциклопедический словарь: географические названия / под. ред. А. Ф. Трёшникова. — 2-е изд., доп. — М. : Советская энциклопедия, 1989. — 585 с. — ISBN 5-85270-057-6.
- (рос.) Исаченко А. Г., Шляпников А. А. Ландшафты. — М. : Мысль, 1989. — 504 с. — (Природа мира) — ISBN 5-244-00177-9.
- (рос.) Каплин П. А., Леонтьев О. К., Лукьянова С. А., Никифоров Л. Г. Берега. — М. : Мысль, 1991. — 480 с. — (Природа мира) — ISBN 5-244-00449-2.
- (рос.) Словарь современных географических названий / под общей редакцией акад. В. М. Котлякова. — Екатеринбург : У-Фактория, 2006.
- (рос.) Литвин В. М., Лымарев В. И. Острова. — М. : Мысль, 2010. — 288 с. — (Природа мира) — ISBN 978-5-244-01129-6.
- (рос.) Лобова Е. В., Хабаров А. В. Почвы. — М. : Мысль, 1983. — 304 с. — (Природа мира)
- (рос.) Максаковский В. П. Географическая картина мира. Книга I: Общая характеристика мира. — М. : Дрофа, 2008. — 495 с. — ISBN 978-5-358-05275-8.
- (рос.) Максаковский В. П. Географическая картина мира. Книга II: Региональная характеристика мира. — М. : Дрофа, 2009. — 480 с. — ISBN 978-5-358-06280-1.
- (рос.) Мексика // Поспелов Е. М. Топонимический словарь. — М. : АСТ, 2005. — 229 с. — ISBN 5-17-016407-6.
- (рос.) География / под ред. проф. А. П. Горкина. — М. : Росмэн-Пресс, 2006. — 624 с. — (Современная иллюстрированная энциклопедия) — ISBN 5-353-02443-5.
- (рос.) Физико-географический атлас мира. — М. : Академия наук СССР и Главное управление геодезии и картографии ГУГК СССР, 1964. — 298 с.
- (рос.) Энциклопедия стран мира / глав. ред. Н. А. Симония. — М. : НПО «Экономика» РАН, отделение общественных наук, 2004. — 1319 с. — ISBN 5-282-02318-0.